# Johan Bredewout
Johan Bredewout (Vollenhove, 1959) is een Nederlands pianist, organist en dirigent.

## Levensloop
Bredewout was van jongs af aan al geïnteresseerd in muziek. Hij bezocht na zijn middelbare school in Zwolle het conservatorium. Hier behaalde hij in 1983 zijn pianodiploma en studeerde daarna nog orgel. In 1984 studeerde hij cum laude af met het diploma Uitvoerend Musicus.
Als dirigent leidt hij diverse kerkkoren als onder in Staphorst, Apeldoorn, Emmeloord en Vollenhove. Daarnaast componeert en arrangeert hij kerkliederen. Zo maakte hij samen met Hans de Ruiter de cantate Dank U voor het leven. Samen bewerkte ze ook een groot aantal Engelse hymnes. Ook is hij regelmatig te zien in het tv-programma Nederland zingt. Hij is als vaste organist verbonden aan de Grote of Sint-Nicolaaskerk in Vollenhove.

## Koormuziek
- Een vaste Burcht
- Dank U voor het leven
- Op weg naar het Licht
- The Händel Projekt
- Exodus
- Psalmenproject
- Schepping
- Ruth
- Van Liefde Ongekend
- Het Nieuw Jeruzalem
- Ester
- Wilhelmuscantate
- Songs of praise

## Cd's
- Vreugde alom
- Seconda Pratica
- Psalms & Hymns
- Paasoratorium Van Liefde ongekend
- Oratorium Ruth
- Muzikale momenten
- Ik zing een eeuwigdurend lied
- Het Nieuw Jeruzalem
- Eigen Koraalbewerkingen
- Eigen Koraalbewerkingen deel 2
- Concerto
- Anthem
- 4Friends
- Breng Dank, met organist Harm Hoeve
- Con spirito